# Sabadill
Sabadill (Schoenocaulon officinale, Syn.: Sabadilla officinarum, Veratrum officinale, Asagraea officinale, Helonias officinale, Asagra caracasana), auch Sabadill-Läusekraut; Läusesabadill oder Mexikanisches Läusekraut genannt, ist eine Pflanzenart innerhalb der Familie der Germergewächse (Melanthiaceae).

## Beschreibung
Schoenocaulon officinale wächst als ausdauernde krautige Pflanze mit einem unterirdisch zwiebelartig gestauchten Spross als Überdauerungsorgan. Ihre grasähnlichen Laubblätter sind schmal, aufrecht und bis etwa einem Meter lang. Über die Blättern hinaus ragt der Blütenstandsstiel, der einen 30 bis 50 Zentimeter langen traubigen Blütenstand mit zahlreichen Blüten trägt. 
Die Blüten sind dreizählig mit sechs gelblichen Blütenhüllblättern. Sie bilden etwa 1 cm lange, bräunliche, dreispaltige Kapselfrüchte, die bei der Reife aufspringen und zahlreiche Samen entlassen. Die Samen sind glänzend schwarzbraun, länglich, kantig, am oberen Ende verschmälert und geruchlos; sie haben unter der Samenschale einen weißlichen harten Kern, welcher brennend scharf und bitter schmeckt.

## Vorkommen
Der Sabadill kommt vor allem in Mittelamerika (Mexiko, El Salvador, Honduras, Nicaragua, Costa Rica und Venezuela) vor, wo er wild wächst und auch angebaut wird.

## Giftigkeit
Sabadill enthält in allen Pflanzenteilen, besonders jedoch im „Wurzelstock“ und Samen, wie der Weiße Germer giftige Steroidalkaloide, die sich wie die meisten Veratrum-Alkaloide von C-nor-homo-Cholestan ableiten. Die Samen enthalten 1 bis 5 % des Veratrin genannten Alkaloidgemisches. Nachgewiesen wurden darin unter anderem mehrere Veracevin-Ester (Cevadin, Veratridin).
Veratrin wirkt auf Schleimhäute reizend und erzeugt in der Nase Niesreiz. Bei oraler Aufnahme kann es zu Erbrechen, Kollaps, Bewusstlosigkeit und bis zum Tod führen. Es lähmt die peripheren Nervenendigungen und quergestreiften Muskeln. In therapeutischer Dosierung wirkt es vorübergehend blutdrucksenkend.

## Verwendung
Sabadill-Samen (auch Läusesamen, Semen Sabadillae, Fructus Sabadillae) wurden früher medizinisch eingesetzt bei Neuralgien, rheumatischen Leiden und Hypochondrie. In der Tierheilkunde wurden die von den Fruchtschalen befreiten Samen (Semen Sabadillae excorticatum) äußerlich als Pulver und in Salben gegen Ungeziefer verwendet.
Essigsaure Extrakte der Sabadill-Samen haben eine insektizide Wirkung. Daher kann ein Sabadillessig als alternatives Bekämpfungsmittel gegen Kopfläuse (Ektoparasiten) verwendet werden. Es besteht dabei die Gefahr einer Aufnahme der Alkaloide durch die Haut, insbesondere wenn sie verletzt ist, was zu Vergiftungserscheinungen führen kann.
In der Homöopathie wird Sabadill in potenzierter (verdünnter) Form vorwiegend bei Fließschnupfen und Niesanfällen eingesetzt, zum Beispiel bei Heuschnupfen. Die Aufbereitungskommission D beim ehemaligen Bundesgesundheitsamt (BGA) nennt in ihrer Monographie als Anwendungsgebiete: Entzündungen der Atemwege, des Magen-Darm-Kanals; Kreislaufschwäche. Mit der Monografie Schoenocaulon officinale (Sabadilla) ist die Qualität der Droge sowie die Herstellung der Urtinktur und ihrer Verdünnungen im Homöopathischen Arzneibuch festgelegt und somit offizinell.